# Адикија
Адикија (грч. Ἀδικία) у грчкој митологији представља ниже божанство које је оличење неправде. Представља гнусно оличење које је створено како би регулисало поступке њене сестре Дике, богиње правде. Претпоставља се да је ћерка богиње Њукте или Ериде, богиње раздора.

## Митологија
Као и њена мајка Ерида, и она је изазивала раздор где год се појави. Адикија представља персонификацију безакоња, неправде и неједнакости. У митологији је често бивала праћена богињом Дисномијом (оличење анархије) и Атом (обмана, немир). Приказивана је као охола и ружна жена, за разлику од њене супротности, њене сестре Дике, која представља оличење правде.

## Приказивање
Према грчком путопису из 2. века н.е. међу сликама Кипселовим у Олимпији, налазила се слика на којој једна лепа жена (Дика) кажњава једну ружну жену (Адикија) при чему је једном руком дави, а другом је удара предметом који је дохватила. Ово је метафоричан приказ вечите борбе између правде и неправедности, у којој вага увек мора бити на нули, иначе ће свет отићи у потпуни хаос.